# Mirante do Vale
Mirante do Vale najviši je i najprepoznatljiviji neboder u São Paulu.  Zgrada je visoka 170 metara te se sastoji od 51 etažne jedinice. Izgradnja je počela 1960., a završena je 1966. godine.

## Vanjske poveznice
|  | Zajednički poslužitelj ima još gradiva o temi Mirante do Vale |

- (port.) Službene stranice
- (en) Mirante do Vale pri Emporisu
- (en) Mirante do Vale pri SkyscraperPage
- (port.) Zanimljivosti o neboderima  Arhivirana inačica izvorne stranice od 8. srpnja 2011. (Wayback Machine)
- (port.) Waldomiro Zarzur, vlasnik zgrade  Arhivirana inačica izvorne stranice od 31. srpnja 2012. (Wayback Machine)